# The Road to Reality
The Road to Reality: A Complete Guide to the Laws of the Universe ("A Estrada para a Realidade – Um Guia Completo para as Leis do Universo") é um livro sobre física moderna escrito pelo físico e matemático britânico Roger Penrose, e publicado em 2004. Aborda os conceitos básicos do modelo padrão da física moderna, tratando da relatividade geral e da mecânica quântica, e discute sobre a possível unificação destas duas teorias.